# Carnaval de Toledo
El Carnaval de Toledo es una de las fiestas más llamativas de la ciudad de Toledo, España.
Como cada año, se realizan una serie de concursos de disfraces y charangas (banda de música popular) así como el desfile que llama la atención por el gran número de carrozas y personas participantes.
Hasta la edición de 2010, el desfile iba presidido por la Reina de las fiestas que es elegida en el Teatro de Rojas al comienzo de esta festividad. 
El carnaval en Toledo se caracteriza por la gran afluencia de gente, por la numerosa lista de actividades, concursos, verbenas nocturnas que se realizan en todos los distritos de la ciudad.
El sábado de carnaval, en el centro histórico de la Ciudad, se reúne la gente en torno a dos enclaves privilegiados como son la Plaza de Zocodover y la Plaza del Ayuntamiento, situada esta última a los pies de la catedral, amenizadas ambas por verbenas y un aforo completo en el entorno por gente disfrazada y disfrutando de la velada, uno de los momentos del carnaval con una mayor concentración de gente en toda España.
El domingo se cierra el carnaval con el velatorio y posterior desfile del Entierro de la Sardina. El velatorio consiste en un acto teatral donde los participantes del desfile interactúan con el público que se congrega en la plaza del Ayuntamiento. Posteriormente de la misma plaza, parte el cortejo fúnebre, compuesto por los actores de la Compañía ETR y un grupo de voluntarios que se suman al cortejo. El desfile llega hasta la plaza de Zocodover y baja, por las calles de Tornerías y el Barco hasta las orillas del río Tajo en el Barco de Pasaje donde tienen lugar los castillos de fuegos artificiales.
- Datos: Q5752907